# Miguel Julio
Miguel Ángel Julio Rossete (Santa Marta, 21 febbraio 1991) è un ex calciatore colombiano, di ruolo centrocampista.

## Carriera

### Club
Ha giocato nella massima serie dei campionati colombiano ed argentino, e nella seconda divisione argentina.

## Palmarès

### Club

#### Competizioni nazionali
- Campionato colombiano: 1

Independiente Medellín: 2009-II
- Primera B Nacional: 1

Atlético Tucumán: 2015